# Epiphragma (Epiphragma) bicinctiferum
Epiphragma (Epiphragma) bicinctiferum is een tweevleugelige uit de familie steltmuggen (Limoniidae). De soort komt voor in het Palearctisch gebied.